# أشرف شتات
أشرف شتات (مواليد 13 يناير 1980) لاعب كرة قدم أردني سابق من أصل فلسطيني كان يجيد اللعب في مركز الوسط.

## روابط خارجية
- أشرف شتات على موقع ناشيونال فوتبول تيمز (الإنجليزية)
- أشرف شتات على موقع كووورة
- اللاعب أشرف شتات على موقع كووورة.